# الشعيبة (العراق)
الشعيبة هي قرية قرب مدينة الزبير جنوب غرب البصرة بمسافة 11 كم.
شهدت القرية معركة بين القوات العثمانية والبريطانية في معارك احتلال العراق ضمن الحرب العالمية الأولى.
تقع قرب الشعيبة قاعدة جوية عسكرية هي قاعدة الشعيبة الجوية التي أُنشئت عام 1920 في فترة الاحتلال البريطاني للعراق. استلمت القوة الجوية العراقية هذه القاعدة الجوية عام 1956.
يوجد في الشعيبة محطة قطار  و ثلاث مدارس و مقام سيد جابر أحد المزارات الدينية . و كذلك مقام أنس بن مالك أحد صحابة الرسول محمد عند أهل السنة والجماعة .
وتحتوي الشعيبة على أحد أهم المصافي في العراق و هي مصفاة الشعيبة .

## أصل اسمها
قال محمد طارق الكاتب في كتابه (شط العرب وشط البصرة) "وحدثني بعض أهل العلم بضِياع البصرة قال (كان أهل الشعيبية من الفرات جعلوها لعلي بن أمير المؤمنين الرشيد في خلافة الرشيد على أن يكونوا مزارعين له فيها ويخفف مقاسمتهم فتكلم فيها فجعلت عشرية من الصدقة وقاسم أهلها على ما رضوا به وقام له بامرها شعيب بن زياد الواسطي الذي لبعض ولده دار بواسط على دجلة فنسبت إليه)".